# 生命の起源
生命の起源（せいめいのきげん、Origin of life）は、地球上の生命の最初の誕生・生物が無生物質から発生した過程のことである。それをテーマとした論や説は生命起源論（英: abiogenesis）という。
| - 生命はいつ、どのようにして生まれたのか。 - 生命の起源に必要な条件はゆるいものなのか、それとも非常に厳しいものか。 - 最初の生命はこの地球上で生まれたのか、それとも地球外からの移入によるものなのか（パンスペルミア説）。 - 生命の誕生は地球だけの現象（レアアース仮説）か、それとも宇宙全域での現象か。 - 地球外生命もしくは地球外生物はいるのか、いないのか。 |

## 概要
生命は、いつ、どこで、いかにして誕生したのかという問いとそれに対する説明は古くから行われていた。遡れば、古代には神話においてそれを説明した。また、様々な宗教においても同様のことが行われ、形を変えつつ現在でも続いている。
古来人々は、生命というのは無生物から湧くようにして生じていたと考えていたふしがある。古代ギリシアにおいては、神話から離れた哲学的な考え方が始まり、アルケー、即ち「万物の起源・根源は何か」という、現在の西洋科学の源流とも言える考察が行われた。それと同様に、哲学者によって、生物の起源に関する考察も行われた。アリストテレスは観察や解剖を行ったが、彼の説は「動物は親の体から産まれる以外に物質からも生じることもある」とし、また彼は世界には生命の胚種が広がっており、それが物質を組織して生命体を生じさせると考えていた。それらの見解はその後およそ2,000年間も支持されることになった。
近代に入っても自然哲学者らが考察を行った。さらに19世紀になり科学（自然科学）が発達を見せると、科学者たちも同様の考察・研究を行い、生命の起源の仕組みを何とかして科学的に説明しようとする試みが多く行われてきた。現在、科学の領域における仮説の多くは、チャールズ・ダーウィンの進化論を論拠とすることによって、おそらく最初に単純で原始的な生命が生まれ、より複雑な生命へと変化することが繰り返されたのだろうと推察している。また、ヒトの誕生（人間の存在）を分子生物学的に説明するという試みも行われている。

現在、地球上の生命の起源に関しては大別すると三つの考え方が存在する。
　　　第一は、超自然的現象として説明するものであり、例として挙げると神の行為によるものとする説やインテリジェント・デザイン説がある。
　　　第二は、地球上での化学進化の結果と考える説である。
　　　第三は、宇宙空間には生命の種のようなものが広がっており、それが地球に到来した結果生命が誕生したという説（パンスペルミア説）である。

現代でも、第一や第三の説を発表する科学者は多い。自然科学者の間では一般的には、アレクサンドル・オパーリンなどによる物質進化を想定した仮説（化学進化説）が広く受け入れられている。
しかし、生物が実際に（もう一度、無機物質から）発生するところは、（日々自然現象が膨大に起きており、自然を観察している人類も膨大な数いるのにもかかわらず）今まで一度も自然界で観察されたこともなく、また説が唱えられて以降、実験室でそれを再現しようと、非常に多くの科学者によって、実験室で太古の地上や海中の環境を想定した条件をととのえて、ほとんど無数の実験が行われたのにもかかわらず、「無機物から生命体と呼べるものが誕生するプロセス」は再現されていない。
このように、生命の起源に関して、どの仮説が妥当なのか決定的な解答は得られておらず、様々な立場、角度から研究や議論が続いており、新たな仮説が立てられることも続いている。
なお、自然科学においては、単に「生命の起源」と言っても、そこには「生命とは何か（生命の定義）」、「生命はどこから・どのように誕生したのか（狭義の生命の起源）」、「既知の最初の生命体は何か？」、「生命はどのように多様性を獲得したのか（種の起源）」、などの問題・テーマも関連してくることになる。
この項では生命起源論を歴史に沿って追うこととし、中でも自然哲学や自然科学における様々な学説に重点を置いて説明することにする。

## 超自然説
古来、様々な宗教の経典で「神が世界や生き物を造った」とされている。学術的には（神話学や文化人類学などでは）、宗教経典類に登場する「神が世界（や生き物を）を創造した」とする記述や、民話や民間伝承などで語られる類似の話なども含めて、「神話」や「創世神話」と分類している。
「生命の起源」というテーマに関連することは、宗教の経典類ではいわゆる「天地創造」の記述の前後に説明されていることも多いわけだが、例えばユダヤ教の『トーラー』（『モーセ五書』）の冒頭の『創世記』第1章で、神（ヤハウェ）が天地創造を6日間で行い、7日目に神は休息したとされるが、神は3日目に植物を、5日目に魚と鳥を、6日目に獣と家畜そして神に似せた人を造った、とされた。
『創世記』の6章から9章にはノアの箱舟の物語が描かれている。その物語では、すべての生き物をひとつがいづつ船に乗せた、とされる。これは「別の生物は別に造られた」という考えを暗黙のうちに示している。ユダヤ教の聖書はキリスト教においても『旧約聖書』として引き継がれ、これらの生命観・世界観は広くキリスト教圏でも信じられることになった。
これら「生命は神による天地創造以来連綿と続いている」とする説は「生命永久説」とも言う。

## アリストテレスの説
古代ギリシアにおいては、神話とは異なった考え方が行われるようになり、哲学が行われるようになったとされる。「アルケー」つまり万物の起源・根源はなにか、という考察が行われ、哲学者によって、生物の起源に関する考察も行われた。紀元前4世紀のアリストテレスの時代には、すでに自然の観察や解剖に基づいて大量の知識が集積されていた。古代ギリシアでは動物が基本的に親の体から産まれることも、植物が基本的に種子から生まれることも知られていた。
生命の起源に関する最初の学説は、紀元前4世紀頃のアリストテレスが唱えたものだとされている。彼は、様々な動物に関して詳細な観察や解剖をした結果、「生物は親から生まれるものもあるが、物質から一挙に生ずるものもある」と考え、自著『動物誌』や『動物発生論』において、ミツバチやホタルは草の露から、ウナギ・エビなどは海底の泥から生じるなどと記述した。現代の科学史では一般にこれを「自然発生説」と呼んでいる。なお、アリストテレスは、世界には生命の基となる「生命の胚種（一種の種子）」が広がっており、この生命の胚種が物質を組織して生命を形作る、と考えた。これは「胚種説」と呼ばれる。

## 自然発生説をめぐる研究の歴史

### パラケルスス、ファン・ヘルモント
16世紀から17世紀にかけて、パラケルススとヤン・ファン・ヘルモントは、ネズミ・カエル・ウナギなどが無生物から発生するとして、彼らなりの実験的根拠を主張しつつ、その処方を示した。

### レディの実験

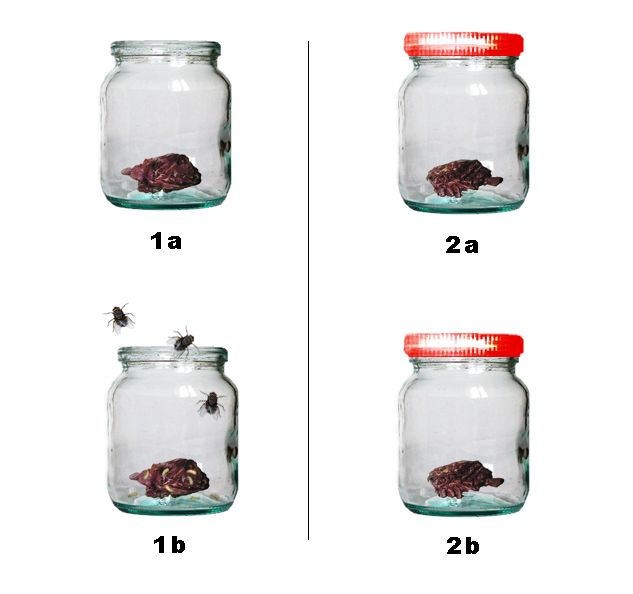
レディのビンと魚を用いた実験の再現図

17世紀、患者の患部にしばしばウジがわき、医師を困らせていたが、イタリアの内科医フランチェスコ・レディは、医療現場での体験をもとに、ウジはハエが寄ってきた時のみに発生していると考えて、1665年にウジは卵によって生まれ、物質（無生物）からは発生しないことを証明するために以下の実験を行った。
1. 2つのビンの中に魚を入れる。
2. 一方のビンにはふたをせず、もう一方は布で覆ってふたをする。
3. そのまま数日間放置する。
4. 結果、ふたをしなかったビンにはウジがわくが、ふたをしたビンにはわかなかった。

レディはこれによって、ハエのたからない魚にはウジが発生しないことを証明した。もっとも、彼が証明しようとしたことは「ウジはハエが卵を生むことによって生まれている」ということであって、生命の起源については単純に「生命というのは卵から生じる」と考えていたともされる。また、寄生虫については自然発生するとしていた。
それを別として、レディの実験が画期的であったところは、「フタをしたビン」と「しなかったビン」という、異なる条件を2つ用意したことにある。この方法は対照実験と呼ばれ、本実験と対照実験の中で違いを見つけていくことは、科学的方法に基づいたあらゆる実験の基礎とされ、現在でも応用がなされている。

### 顕微鏡の発明
オランダのアントニ・ファン・レーウェンフック は、手製の顕微鏡を用いてさまざまな観察を行い、1674年に微生物や細胞の存在を発見したことで、生物学や細胞生物学、微生物学の端緒を創った。微生物を見ることができるようになって、腐敗や発酵のように、既に知られ自然に起きているように思えていた現象にも、生物の存在が関係していることが明らかになると、そうした微生物は自然発生するのか、それとも種子にあたるものがあるのか、等々の議論が起きることになった。

### スパランツァーニとニーダムの実験

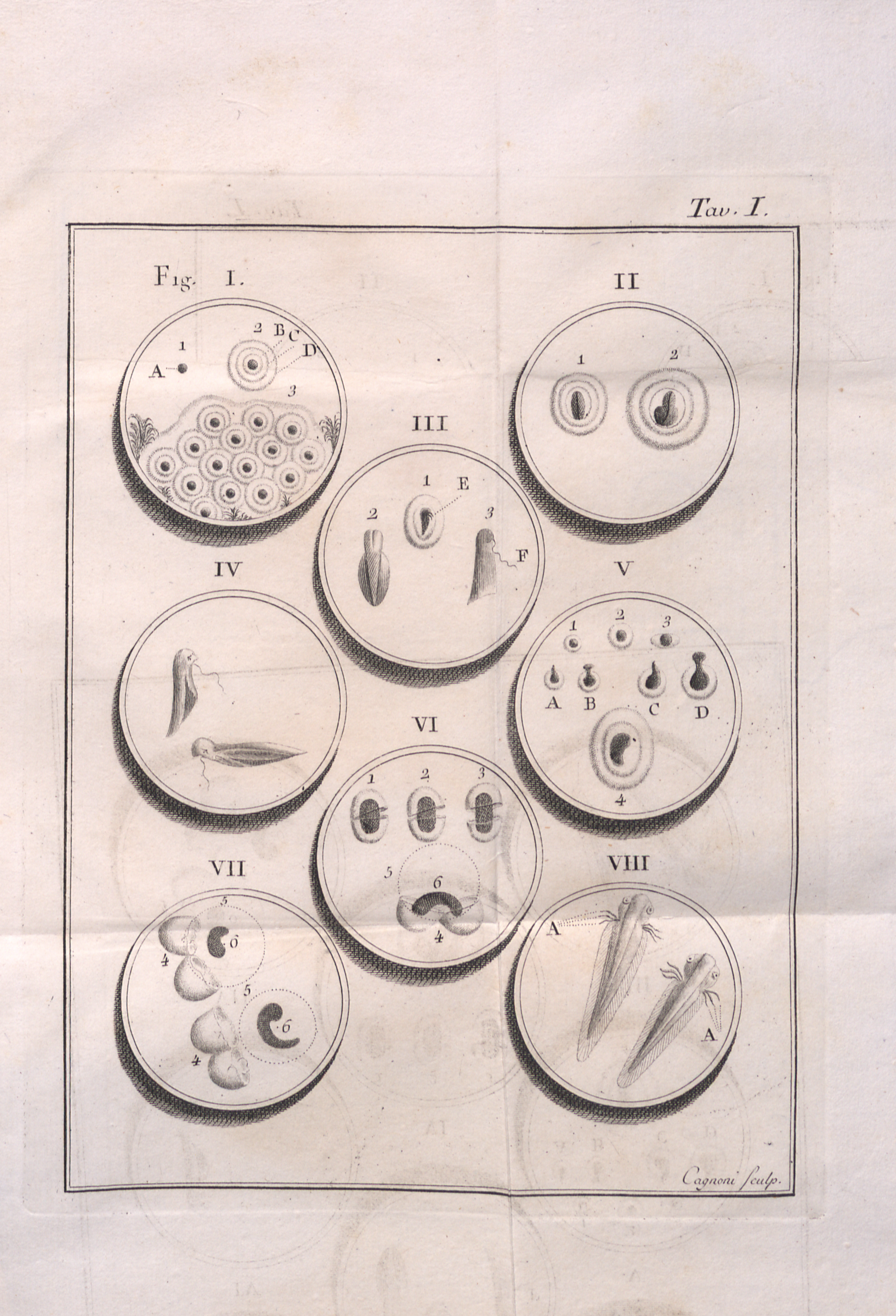
スパランツァーニの学術論文に描かれた微生物と細胞のイラスト（1780年）

18世紀、イングランドのジョン・ニーダムは、肉のスープを加熱した上でビンの中に入れ、コルクで完全に栓をし、次にこのビンを熱した灰の中で加熱した。そして彼はそこにいる微生物は全て死んだと判断した。だが数日後にこの肉汁を顕微鏡で観察すると微生物が生じていた。また肉以外にも豆のスープでも同様のことが起きることを確認し、「微生物はスープの中から自然に発生した。生物の自然発生は実験によって証明された」とした。
その実験を知ったイタリアのラザロ・スパランツァーニは、ニーダムの実験に不備があったと考えた。1765年、フラスコに入れたスープにコルク栓で蓋をしたもの以外に、口を溶かして密封したものを複数作り、さらにそれらをさまざまな長さの時間熱湯にひたして比較する実験を行った。栓をしたものや、密封したが熱湯につける時間が短かったフラスコには微生物が生じたが、密封して熱湯に1時間ほどつけておいたものには発生していなかった。それによって「微生物も物質からは生まれない（自然発生しない）」とした。これによりヨーロッパの学会で、どちらの説が正しいかについて大論争が巻き起こった。ニーダムは、「スパランツァーニの実験ではフラスコを密封し加熱したため、新鮮な空気が破壊され、微生物が生きられない状態になったのだ。コルクの栓で蓋をした場合は新鮮な空気が入ってくるから微生物が発生できるのだ」と反論した。これにはスパランツァーニもうまく反論できなかった。

### ラマルクやネーゲリの説
フランスのジャン＝バティスト・ラマルクやスイスのカール・ネーゲリは、無機物質のみから自然発生が行われると説いた。

### パスツールの実験

パスツールは白鳥の首フラスコを2つ用意し、対照実験を行ったと考えられている。

フランスのルイ・パスツールは、1860年代に微生物の発生について調べるために、白鳥の首フラスコを用いた実験系を考案した。実験の概要は以下の通りである。
1. 無処理の肉汁を入れたフラスコを二つ用意する。
2. 長くのばしたフラスコの首を白鳥の首状に曲げ、この部分に水が溜まるように加工する。
3. 肉汁を入れたフラスコの一方を煮沸する。蒸気は白鳥の首を伝って外部に出る。
4. 蒸気の一部が凝集して水になり、首の曲がった部分に溜まりトラップとなる。フラスコ内部はこの段階で無菌となる。
5. 煮沸しなかったフラスコでは腐敗が起こるが、煮沸したものでは長期間放置しても腐敗が起きない。
6. ただし白鳥の首を折ると腐敗が起こるようになる。

この実験で、空気中には眼には見えない微生物（カビや細菌の胞子）が多数浮遊していることを証明した。パスツールの成果は見事で、微生物学の基礎が開かれることになった。この実験で論争は落ち着き、生物は（おおむね）自然発生はしないと見なされるようになった。
ちなみに、パスツールは生命の起源に関する実験は行なっていない。これは、その問題は実験的に証明できるものではないと考えたからだと言われている。

### ヘッケルの指摘
エルンスト・ヘッケルは、19世紀後半までの実験的研究が全て、有機物質の分解物を含む液中での自然発生を扱っていたものであったと指摘して、これを「プラスモゴニー（plasmogonie）」と呼び、その概念に対して無機溶液中での生命発生という概念を「オートゴニー（autogonie）」と呼んだ。

## 化学進化説
「かつて地球上に生命が誕生するまでは地球上には有機物は存在しなかったはずなので、最初に生じたのは無機栄養微生物だったはずだ」と考えられていた時代があった。
だが、20世紀に入り、最初の生命の発生以前に有機物が蓄積していたはずだ、と考える学者が出てきた。これを最初に唱えたのはソ連のアレクサンドル・オパーリンで、1922年に著書『地球上における生命の起源』において「無機物から有機物が蓄積され、有機物の反応によって生命が誕生した」とする仮説を立てた。これを化学進化説と呼ぶ。彼の説は「スープ説」、「コアセルベート説」等とも呼ばれている。化学進化説は最も理解が簡明かつ、基本的な生命発生のプロセスであり、現在の自然科学でも広く受け入れられている。これらの細かなプロセスごとに様々な仮説が提示されているが、その基本は化学進化に依る。オパーリンの説による考察は以下の要点にまとめられる。
1. 原始地球の構成物質である多くの無機物から、低分子有機物が生じる。
2. 低分子有機物は互いに重合して高分子有機物を形成する。
3. 原始海洋は即ち、こうした有機物の蓄積も見られる「有機的スープ」である。
4. こうした原始海洋の中で、脂質が水中でミセル化した高分子集合体（コアセルベート）が誕生する。
5. コアセルベートは互いにくっついたり離れたり分裂したりして、アメーバのように振る舞う。
6. コアセルベートが有機物を取り込んでいく中で最初の生命が誕生し、優れた代謝系を有するものだけが生残していった。

パスツール以降オパーリンがこの説を提唱するまで、生命の起源に関する考察や実験が行われたことはなく、生命の起源に対する化学的考察のさきがけとなった。この化学進化説を基盤として、生命の起源に関する様々な考察や実験が20世紀に展開されることとなる。なお、同説で論じられている初期の生命は有機物を取り込み代謝していることから、従属栄養生物であると考えられている（栄養的分類を参照）。
有機物の生成、蓄積を説明する実験や説としては、ユーリーとミラーによる実験に始まり、ジョン・バーナルらによる表面代謝説や、彗星からもたらされた、とする説などがある。

### ユーリー-ミラーの実験

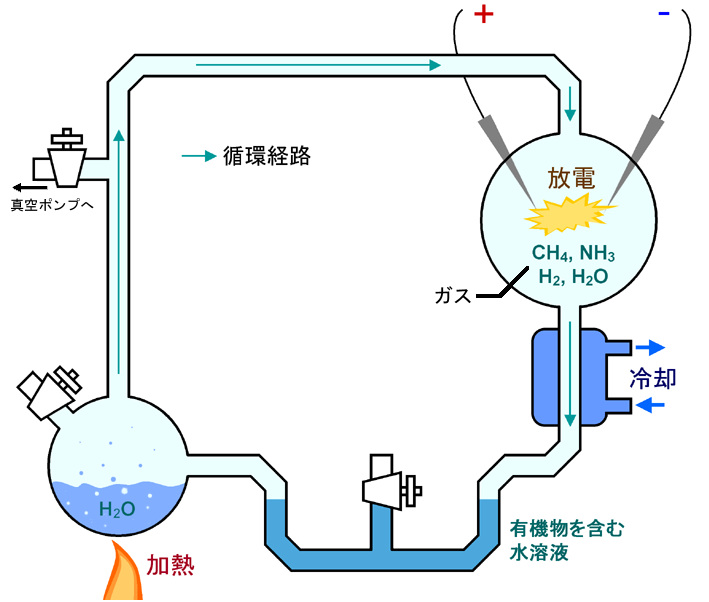
ユーリー-ミラーの実験の概念図

オパーリンの唱えた化学進化説ではその第一段階として「窒素誘導体の形成」が行なわれると仮説していた。それを実験的に検証したのが1953年、シカゴ大学のハロルド・ユーリーの研究室に属していたスタンリー・ミラーの行なった実験である。
ユーリー-ミラーの実験の趣旨は以下の通りである。
1. 実験当時、原始地球の大気組成と考えられていたメタン、水素、アンモニアを完全に無菌化したガラスチューブに入れる。
2. 水を熱して水蒸気を循環させることで、それらのガスをガラスチューブ内で循環させる。
3. 水蒸気とガスが混合している部分で火花放電（6万V）を行う（つまり雷が有機化の反応に関係していたと考えている）。
4. 1週間後、ガラスチューブ内の水中にアミノ酸が生じていた。

この1週間の間に、アルデヒドや青酸などが発生し、アミノ酸の生成に寄与したと考えられている。
ユーリー-ミラーの実験の応用として、放電や加熱以外にも、様々なエネルギー源（紫外線、放射線など）が試験され、その多くの実験が有機物合成に肯定的な結果を示したという。
しかしながら、アポロ計画によって持ち帰られた月の石の解析結果から、地球誕生初期には隕石などの衝突熱により、地表はマグマの海ともいえる状態にあり、原始大気の組成は二酸化炭素、窒素、水蒸気と言った現在の火山ガスに近い酸化的なガスに満たされていたという説が有力になった。すなわち、還元的環境を前提としたユーリー-ミラーの実験は、地球における有機物の誕生を再現したものとは言えないことになった。

### 新たな有機物生成過程
化学進化の第一段階である有機物合成には、当時の地球大気を再現していないユーリー-ミラーの実験に代わる過程が必要になるが、それには以下の様な過程が明らかになっている。
衝突によるアミノ酸の合成
当時の地球には隕石が大量に降り注いでいたことが分かっている。それらの多くには鉄や炭素が含まれていて、地球への衝突の際に炭素や窒素が還元され、アミノ酸が合成されることが明らかになった。彗星の衝突でも同じように合成されることが明らかになった。
地球外からのアミノ酸の飛来
宇宙から飛来する隕石の中には多くの有機物が含まれており、アミノ酸など生命を構成するものも見られる。例として1969年、オーストラリアのメルボルン北方に落下したマーチソン隕石（炭素質コンドライトと呼ばれる）から、アミノ酸、炭化水素、核酸塩基などの有機化合物、脂質で包まれた細胞膜に似た泡が発見されている。分析技術の発達により、これらの隕石中のアミノ酸がホモキラリティーを持つことも確認された。さらに彗星中のチリにもアミノ酸が存在することも確認されている。これは分析サンプルが地球上で汚染されたものであるという可能性が捨てきれないが、NASAなどの研究チームが南極で採取した隕石を調べたところ、DNAの基となる物質アデニンとグアニン、生体内の筋肉組織に含まれるヒポキサンチンとキサンチンが見つかったため、この説を裏付けることとなった。隕石からはRNAに含まれるリボースも見つかっている。

### 表面代謝説

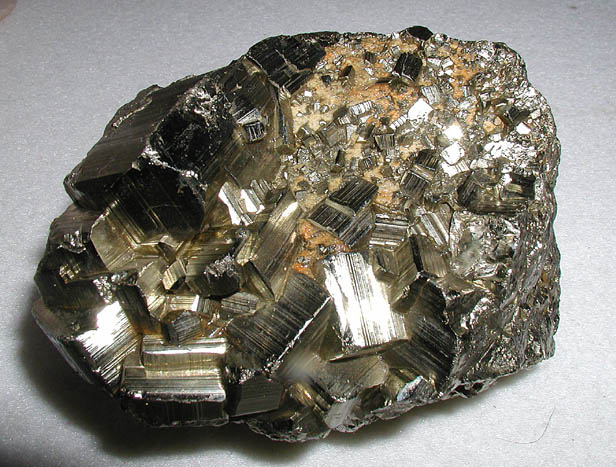
黄鉄鉱の表面でのギ酸生成は発エルゴン反応（自発反応）である

1959年、ジョン・バーナルによって「粘土の界面上でアミノ酸重合反応が起きる」とした「粘土説」が提唱された。何らかの界面は化学反応が起き易くなっており、化学反応の触媒としての機能を界面が有することは当時から良く知られていた（詳しくは酵素の項を参照）。この説自体は、赤堀四郎によって提唱された「ポリグリシン説」を基にしている。こうした界面上で有機物が発生し、それらがポリマーに進化していく様子をさらに具体的に論じたのが、ドイツの弁理士ギュンター・ヴェヒタースホイザー（Günter Wächtershäuser）が1988年に論文で発表した「表面代謝説」である。主な趣旨は以下の通り。
1. 黄鉄鉱（FeS2）表面で有機物の重合反応を含めたあらゆる化学反応が発生した。
2. 初期の生命は単位膜によって覆われず、黄鉄鉱表面に存在する代謝系が生命であった。
3. 黄鉄鉱界面上に発生した代謝系は、独立栄養的（二酸化炭素などの無機化合物を炭素源とする）生物であり、最初に生まれた生命は独立栄養生物である。
4. 黄鉄鉱界面上で発生したイソプレノイドアルコールは、古細菌脂質を構成するものであり、単位膜によって覆われた最初の生命は古細菌である。

ほか、多くの主張が見られるが、単位膜系を有しない点、自己複製能力を有しない点で、表面代謝説は生命の定義から逸脱する。しかし、生命の定義というものを再認識させたと言う点で興味深い主張である。
化学進化説の主張によると、初期の生命体は有機物スープを資化していった従属栄養生物だったが、表面代謝説では炭酸固定を行なった独立栄養生物であるとの主張がなされている。その証拠として、以下のギ酸生成式があげられる。
- CO2 + H2 → HCOOH（G0'= 30.2kJ/mol）
- FeS + H2S + CO2 → FeS2 + H2O + HCOOH（G0'= -11.7kJ/mol）

1行目は吸エルゴン反応（非自発反応）であり、エネルギーの外部からの投入を要求する。2行目は黄鉄鉱上でのギ酸生成反応であるが、これは発エルゴン反応（自発反応）であり、黄鉄鉱上で有機物の生成がおきやすいことを示している。
さらに、こうした有機物生成反応のみならずグリセルアルデヒド-3-リン酸およびジヒドロキシアセトンリン酸は、リン酸基（負に荷電している）が黄鉄鉱界面（正に荷電）に吸着され、配向を保ったお互いの分子が重合するという反応が発生し、生成物としてリン酸トリボースという、そのままDNAやRNAの材料となる糖新生反応が起きる。このトリボースにイミダゾール環であるプリン、ピリミジン塩基が結合することによりTNA（トリボ核酸）が生成し、DNAやRNAの雛形となる。グリセロリン酸を基点として各種アミノ酸が生じるモデルも提唱されている。
膜脂質については、前述のイソプレイノイドアルコールの生成モデルがある。イソプレノイドアルコールは脂肪酸に比べて、界面に吸着しやすいため重合反応が見られる。極性脂質誕生以降、ある濃度で脂質がミセル化し、同時に生じたRNA、DNA、タンパク質なども同時に遊離し、そうしたミセル化した脂質の袋こそが、祖先型の古細菌であるとヴェヒタースホイザーは主張している。
表面代謝説は、一見非常に理論的で明快な結論を引き出しているようだが、以下の説明が不十分であるために不完全な理論であると言える。
1. 古細菌から真正細菌への分化の原因。
2. 転写、翻訳の成立。
3. 能動輸送系の成立。
4. 溶媒中で効率の良い触媒（酵素）の形成過程。

しかしながら表面代謝説は深海熱水孔周辺に黄鉄鉱が多く見られることから、熱水孔を生命の起源と支持する学者の間では人気のある仮説の1つである。事実、黄鉄鉱上で酵素の関与無しに代謝系が生じる可能性を示唆した点は非常に興味深い。また、生命の定義にも議論を投げかけた点において、生命の起源に関する説得力ある仮説として支持され続けている。

## ワールド仮説
DNAを遺伝情報保存、RNAを仲介として、タンパク質を発現とする流れであるセントラルドグマは、一部のウイルスの場合を除いて、全ての生物に当てはまる。1950年代から、化学進化後の最初の生命でこれら3つの物質のいずれが雛形となったのかが論じられてきた。そうした説の名称がDNAワールド仮説、RNAワールド仮説、プロテインワールド仮説である。
この3つの説を統一するような見解は得られておらず、情報の保存、触媒作用を争点にいまだ論争が絶えない。なお、これらの説を一部融合させたDNA-プロテインワールド仮説のような説も存在する。

### DNAワールド仮説
セントラルドグマが生命誕生以来、原則的なものであれば、まずはじめに設計図が存在していたと考えるべきであるが、DNAワールド支持者はRNAやプロテインワールドに比べて分が悪い。なぜならDNAは触媒能力を有しないとされていたからである。
2004年にDNA分子を連結させるDNAリガーゼ機能を持つ「デオキシリボザイム」が発見された。デオキシリボザイムは、遺伝情報の安定性と触媒能力を有するが、触媒効率は非常に低い。触媒効率の高いそれが発見されれば、DNAワールド仮説の復権が期待できると思われる。

### RNAワールド仮説
RNAワールド仮説は、「初期の生命はRNAを基礎としており、後にDNAにとって替わられた」とするものである。1981年、トーマス・チェックらによって発見された触媒作用を有するRNAである「リボザイム」がその根底にある。また、レトロウイルスによる逆転写酵素の発見もその拍車となった。RNAワールド仮説の趣旨は以下の通りである。
1. RNAは自己スプライシングやrRNAの例もあり、自ら触媒作用を有している。
2. RNAはRNAウイルスにおいては遺伝情報の保存に役割を果たしている。
3. RNAはDNAに比べて変異導入率が高く、進化速度は速い。

RNA自体が触媒作用と遺伝情報の保存の両者をになう点は、生物学者に大きなインパクトを与え、RNAワールド仮説は、いまだ生命の起源の論争の中でも主たる考察であると言える。しかしながら、RNAワールドを否定する意見としては、以下の点があげられる。
1. リボザイムの持つ自己複製能力は、それ自体では存在しない。
2. リボザイムの触媒能力はタンパク質のそれに比べてきわめて低く、特異性も存在しない。
3. RNAは分子構造が不安定であり、初期の地球に多量に存在したであろう、紫外線や宇宙線によって容易に分解を受ける。

しかし、特異性に関しては近年ではハンマーヘッド型リボザイムを筆頭に顕著な改善が認められる。

### プロテインワールド仮説
「タンパク質がまずはじめに存在し、その後タンパク質の有する情報がRNAおよびDNAに伝えられた」とする仮説である。RNAワールド仮説と双璧をなす生命の起源に関する考察のひとつであり、近年プロテインワールドを支持する化学進化の実験結果が多く得られている。プロテインワールド仮説の趣旨は以下の通りである。
1. タンパク質は生命反応のあらゆる触媒をになっており、代謝系を有する生命には必須である。
2. 20種類のアミノ酸から構成されており、多様性に富んでいる。
3. セントラルドグマのあらゆる反応に酵素の触媒は関与している。
4. ユーリー-ミラーの実験で生じた、4種のアミノ酸（グリシン、アラニン、アスパラギン酸、バリン）を重合させたペプチドは触媒活性を有している（GADV仮説）。
5. さらにそれらのアミノ酸の対応コドンはいずれもGからはじまるものであり、アミノ酸配列からDNA、RNAに情報が伝達された痕跡であると考えられる（GNC仮説）。

GADV仮説は、奈良女子大学教授の池原健二によって提唱された、プロテインワールド仮説を支持する新説である。この説により、プロテインワールド仮説がより重みを増したと言える。しかしながら、これにも以下の反証があげられる。
1. ペプチドには自己複製能力が存在しない。
2. タンパク質もRNAほどではないが、分子構造が不安定である。
3. ランダムに重合したアミノ酸から特定のコンフォメーションを有する酵素等が自然に出来上がるとは考えにくい。

第一の点に関しては鋳型とモノマーを材料としたポリマライゼーションのみを自己複製とするなら指摘の通りだが、広義の自己複製ならその限りではない。

### アミノ酸以降
原始地球のときから多種類のアミノ酸があった可能性があるにもかかわらず、現在の生物は細菌から動植物にいたるまでいずれも20種類のアミノ酸でなっている。このため、全て一種類の原始共通祖先（LAUCA：last universal common ancestor）から約40億年以上前に発生したという考え方がある。ジョンズ・ホプキンス大学の合成生物学学者スティーブン・フリードマンが生物発生時を乾燥・湿潤が繰り返される環境とみて、多種のアミノ酸を同様な状態で実験してみたところ、この20種は互いに集まって固まる性質を持ち、複雑な構造体を作る可能性を示したとする。他方、他のアミノ酸から成る系統は進化の途中で絶滅した可能性もあり、一種類だったと限らないとする主張もある。

## パンスペルミア説
「宇宙空間には生命の種が広がっている」「最初の生命は宇宙からやってきた（＝地球で生命が生まれたのではない）」とする仮説である。この説の原型となる考え自体は1787年にスパランツァーニによって唱えられていた。
1906年にスヴァンテ・アレニウスによって提唱され、この名が与えられた。彼は「生命の起源は地球本来のものではなく、他の天体で発生した微生物の芽胞が宇宙空間を飛来して地球に到達したものである」と述べた。
この説の20世紀後半での有名な支持者としては、DNA二重螺旋で有名なフランシス・クリックほか、物理学者・SF作家のフレッド・ホイルがおり、その後もこの仮説に関連して、真剣に調査を試みる科学者は増えてきており、最近では2006年に日本の多数の科学者たちにより≪たんぽぽ計画≫が立ち上げられ、2015年から宇宙空間で浮遊する物質を採取しており、サンプルを地球に送り届けては、地上の科学者たちが解析する活動が続けられている。この調査によって地球の地表から宇宙空間まで生命にかかわる物質が届くことがあると確認されれば、（広い宇宙では無数の惑星があり）惑星間で有機物などの移動（惑星間移動）が広く一般的に起きている可能性を強く示唆するものとなる、という展望のもとで行われている。

## 生物進化から生命の起源を探るアプローチ
化学進化説に関する考察や実験は、「おそらく無機物から生命への進化が起きたのだろう」と推論し、可能かも知れない道筋についてより細かい仮説を立てたり、個々の仮説が実際に起こりえるのか、科学者が推定した太古の地球上の環境を「in vitro」で具体的に実験を行うことであり、1980年代まではそのような流れが支配的であった。だが、多くの科学者が、太古の地球にあったであろう環境を作って、たとえば雷などを再現するために高圧電流を流すなどの検証実験をいくら行っても、生命が誕生するということは起きなかったので、しだいに化学進化論に関して検証実験を行わなくなっていった。

全生物を対象にした系統樹。3つのドメインを3色で表している。青が真正細菌、赤が真核生物、緑が古細菌、真ん中付近が共通祖先

1977年、カール・ウーズらによって第3のドメインとして古細菌が提案されると、これを含めた好熱菌や極限環境微生物の研究が進行した。これらの研究から、生命の起源に近いとされる生物群の傾向が明らかになってきた。これにより、生物進化をさかのぼる方向で生命の起源を探る、というアプローチが可能となった。
生命誕生以降の生物進化から生命の起源を探る試みは、化学進化説とは異なり非常に多くの生命のサンプルを要した。多くのサンプルを用いながら、真正細菌、古細菌、真核生物の系統樹を描くことから、そうした試みが始まったと言える。進化系統樹を描く試みは従来、低分子のタンパク質アミノ酸配列（フェレドキシン、シトクロムcなど）を元にしたものが多かったが、DNAシークエンシング法やPCR法の確立などにより、より大きなデータを取り扱うことが可能になってきた。16S rRNA系統解析によれば、共通祖先に近い原始的な生物は好熱性を示すものが多く見られることがわかった。 しかし、最初の生物がどのようなものであったかが明らかになるには、なお研究中である。

### 「深海熱水孔での独立栄養生物」が最初の生命とする説
そもそも、生命の起源を考察するなかでは「最初の生命は独立栄養的だったのか、従属栄養的だったのか（炭素源は無機化合物であるかどうか）」という論争も絶えない。
1970年代に深海熱水孔（熱水噴出孔）が発見されて以降、「最初の生命は独立栄養生物だった」とする説を支持するような説がいくつか提唱されるようになっている。深海熱水孔の発見は、「深海はほとんど生物の存在しない世界である」とする当時の一般的な通説、学説を一変させるものであった。太陽エネルギーの存在しない深海で、原核生物や多細胞生物を含めた真核生物が独自の生態系を形成している様子は、多くの学者を驚かせた。地上の生態系は、植物が「一次生産者」となり、動物が「消費者」、細菌や菌を「分解者」とする、太陽エネルギーに依存した物質の流れが基本である。しかしながら深海熱水孔においては、熱水孔から排出される還元物質を酸化しながら炭酸固定をしている化学合成独立栄養生物（硫黄酸化細菌など）が一次生産者であった。こうした太陽エネルギーに依存しない生態系を発見したことから、「生命の起源は、還元的物質が地球内部から発生する深海熱水孔に由来するのではないか」という説が現れた。

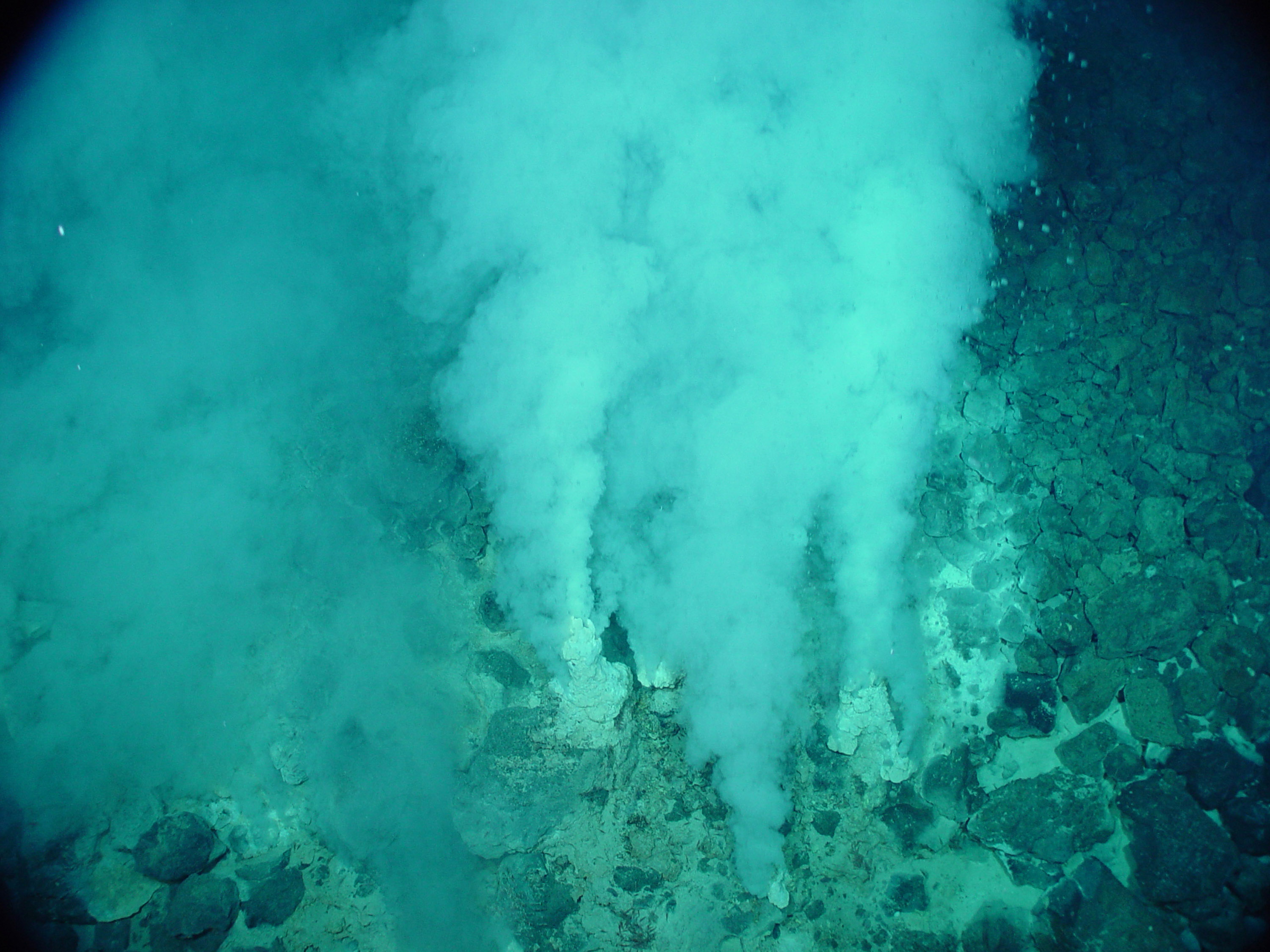
深海底の熱水噴出孔。

ロンドン大学UCLの研究チームは、『ネイチャー』2017年3月2日号において、カナダのケベック州で採取した岩石中にある微細な筒状・繊維状構造物が、熱水噴出孔により活動していた生命の痕跡である可能性がある、と発表した。生命の痕跡としては最古級（42億8000万年前 - 37億7000万年前）と推定しているが、これら構造物の成因や年代については異論もある。 
日本の海洋研究開発機構と理化学研究所は、「深海熱水孔の周囲で微弱な電流を確認し、これが生命を発生させる役割を果たした可能性がある」との研究結果を2017年5月に発表した。

### 地下で発生したとする説
また、深部炭素を研究テーマとして世界52カ国1000名以上の研究者で構成される深部炭素観測所は、2009年の創設以来10年をかけた調査の結果、深海熱水孔のみならず、海底あるいは地上を掘削すると地下5km程度まで化学合成独立栄養細菌群の支配的な生物圏が存在することを明らかにした。「地下生物圏」（deep biosphere）の発見である。「地球の深部には、まるでガラパゴスのようにさまざまな生命体が無数に存在し、その生物量（バイオマス）は全人類の245倍から385倍に相当する」ことや「数千年にわたって存在しつづける生物がある」ことも明らかにした。これにより「地下数kmで発生した化学合成独立栄養生物が生命の起源」とする新たな説も現れている。

### 細胞膜と脂質
生物の細胞膜を構成する一つは脂質である。脂質は比較的容易に集合するため原始の海の脂質の集合を細胞膜の起源とする説がある。特にリン脂質は界面活性剤として自己組織化し内側にスペースを持つ脂質二重層の小胞を作る。